# H. van Eijck & zoon

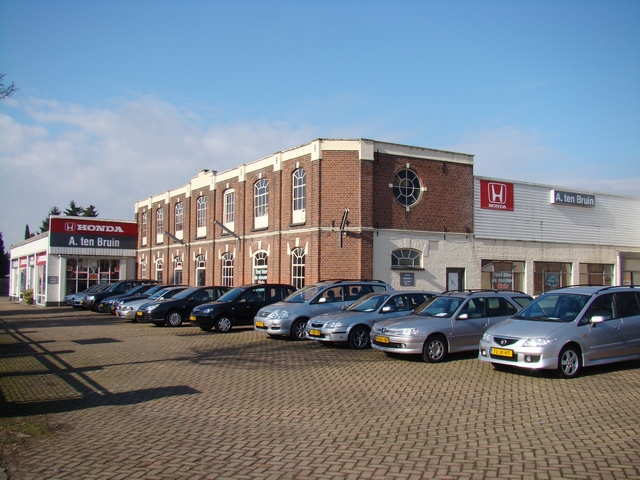
Voormalige textielfabriek H. van Eijck & zoon

De firma H. van Eijck & zoon is een voormalige weverij in Bredevoort in de Nederlandse provincie Gelderland. De weverij speelde een grote rol in de textielindustrie in Bredevoort.

## Geschiedenis
De firma H. van Eijck & zoon is 1834 opgericht door de heer Henricus van Eijck uit Sint-Niklaas. Het was daarmee de eerste textielfabriek in Bredevoort. De Belgische Van Eijck wil een weeffabriek bouwen in Bredevoort. Aanvankelijk krijgt hij geen toestemming van de Nederlandse Handel Maatschappij, maar door persoonlijk ingrijpen van koning Willem I krijgt van Eijck toch toestemming. Het gebouw stond aan de Misterstraat, ter hoogte van de Bekendijk. H. van Eijck & zoon was een weverij voor met name katoenweverij. Bij de aanvang  werd gewerkt met een stoommachine van 4 pk en een ketel. Het hoogtepunt werd bereikt in 1839 toen hier 225 wevers werken. De helft van het oorspronkelijke familiebedrijf werd aangekocht door Leanders zoon Josephus Godefridus Henricus ("Sjef") van Eyck en voortgezet met zijn vennoot J.H.J. Müter uit Amsterdam onder de nieuwe firmanaam J. van Eijck & co. Na de grote staking van 1903 werkten in 1905  29 mannen, 6 jongens en 5 meisjes. Tijdens de Eerste Wereldoorlog verving van Eijck de 8 pk machine voor een 45 pk machine, later nog vergroot tot 60 pk. In 1924 moest de fabriek sluiten.

### Staking 1903
In januari 1903 breekt een staking uit, nadat bekendgemaakt wordt dat werknemers niet langer meer op de vloer mogen spugen richt men een afdeling van de vakbond Unitas op. In Aalten blijken de fabrieksarbeiders van de pijpen- en kammenfabriek solidair te zijn en storten 30 gulden in de stakingskas. Eind januari is de staking voorbij. 
In september 1903 waren er wederom grimmige stakingen rondom de uitbetaling van salaris in Nederlands geld, waar de werknemers gewoonlijk in Duits geld uitbetaald kregen. Vanaf 1 oktober leggen de arbeiders het werk neer. Voorzitters van de vakbond Unitas waren onder anderen predikant Johan Henri Ledeboer, pastoor Joannes Mulder en W.W.M. Moll. Het bedrijf negeert de staking en werft nieuwe arbeiders. De politie moest ingrijpen om de stakenden en de "vreemde werknemers" te scheiden. Burgemeester W.C. Tack laat de politie ingrijpen wanneer tijdens het Volksfeest van Bredevoort een spotlied ten gehore wordt gebracht. Eind december worden 109 ruiten van de fabriek ingegooid. Op 15 januari 1904 moeten dertien mensen zich in Groenlo voor de kantonrechter verantwoorden voor het zingen. Een week later nog een viertal. De boete bedroeg 5 gulden, of twee dagen hechtenis. Twee personen werden vrijgesproken. 
Na een jaar staken hebben de helft van de stakers intussen een andere baan gekregen, de rest ontving ondersteuning uit de stakingskas. Het is onbekend of de stakers ooit zijn teruggekeerd. Na 17 maanden is de staking in elk geval voorbij. Na de staking werkten daar nog maar 10 mannen en 10 jongens.

### Sluiting
Omstreeks 1924 moest de fabriek wegens financiële problemen sluiten. Dutch Button Works kocht het complex, en maakte er een knopenfabriek van. Te Gussinklo was er directeur, zijn zoon heeft later een polyester fabriek opgezet in het complex. De gemeente Aalten kocht in 1977 het complex, en het werd doorverkocht aan de firma's Van Wezel en Voltman-Riviera, later de garage van Ten Bruin. Tegenwoordig staat het complex op de slooplijst om plaats te maken voor nieuwbouw.

## Bron
- Staring Instituut: Bredevoort een Heerlijkheid, ISBN 90-900213-5-3 (eerste uitgave 1988)
- Ne göpse vetelsels ovver Aalten en Brevoort, Uitgever: De v.v. Volkhuisvesting in 1984
- bekendijk.nl[dode link]
- achterhoeksarchief.nl